# Anais (novela)
Anais (francés: Le Temps d'Anaïs ) es una novela del escritor belga Georges Simenon. Fue escrita del 24 de octubre al 1 de noviembre de 1950 en Shadow Rock Farm, Lakeville, Connecticut y prepublicada bajo el título L'auberge d'Ingrannes del 19 de febrero al 4 de abril de 1951 en el periódico Le Populaire des Paris. Al mismo tiempo, Presses de la Cité publicó el libro con el título Le Temps d'Anaïs en marzo de ese año. 
Albert Bauche asesinó a un productor de cine para el que trabajaba y que además era amante de su mujer. Todo el mundo quiere atribuir el crimen a sus celos, y en innumerables interrogatorios, Bauche no consigue hacer comprensibles sus verdaderos motivos. Sólo cuando visitó a un psiquiatra sintió un interés por la historia de su vida que iba más allá del asesinato, hablando de su juventud y de una niña llamada Anais.

## Argumento
Albert Bauche, de 27 años, asesinó en París al carismático productor de cine Serge Nicolas, para quien trabajaba como director general. Disparó a Nicolas con su propio revólver, lo golpeó 22 veces con un atizador antes de matar a su víctima con una estatua. Bauche se entrega a la policía y explica el acto aparentemente sanguinario diciendo que entró en pánico cuando vio al hombre gravemente herido y trató desesperadamente de sacarlo de su sufrimiento. En su opinión, también hay buenas razones para el asesinato, que pretende explicar a los agentes, pero durante el interrogatorio le faltan las palabras que había preparado previamente. Bauche siente que todos los demás ya no están dispuestos a reconocerlo como su prójimo y que sus afirmaciones de que es un hombre de honor que tuvo que cometer el crimen por eso simplemente se topan con una falta de comprensión entre ellos.

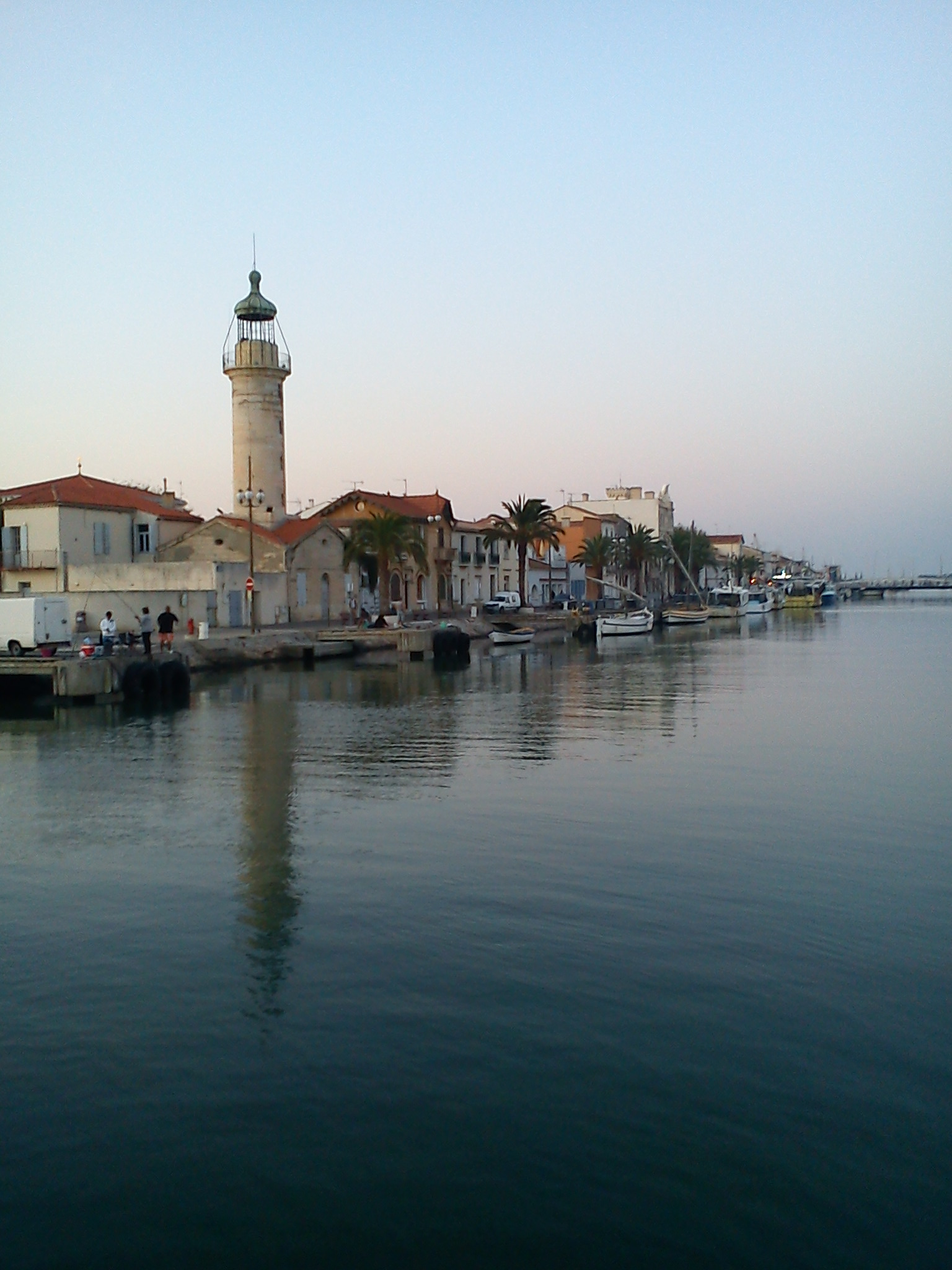
Vista de Le Grau-du-Roi

El inspector de instrucción, el juez de instrucción Bazin, incluso su abogado Houard, un viejo amigo de su padre, y la madre que había ido a verlo no pueden simpatizar con Bauche y sus confusas explicaciones. Para todos está claro: fue un asesinato por celos, porque Nicolas era el amante de Fernande, la esposa de Bauche, y la única manera de que Bauche pueda evitar la pena de muerte es alegando pérdida de cordura. Finalmente, Bauche es llevado ante un psiquiatra, aunque la situación del interrogatorio no es nada agradable: Bauche está sentado en una habitación oscura iluminada por una lámpara brillante y hay numerosos estudiantes presentes, Bauche confía en el psiquiatra, cuyo nombre Méchouard sólo aprende al final. Allí, por primera vez, no sólo tiene que responder a un aluvión de preguntas que no dejan lugar a explicaciones, sino que también puede informar detalladamente sobre su vida, en la que su interlocutor parece estar interesado más allá de todas las preguntas sobre quién fue responsable del asesinato.
Bauche creció en Le Grau-du-Roi, un pequeño pueblo de pescadores que en su memoria siempre está bañado por una cálida luz del sol, mientras que en París todo le parece gris y lúgubre. La vida allí transcurría en gran medida sin reglas, y el centro de interés del pequeño Albert era Anais, cinco años mayor que él, una niña que, impulsada por un deseo sexual insaciable, se acostaba con todos los hombres del pueblo, incluso con el padre de Albert y una vez con el propio Albert. En encuentros posteriores con mujeres, Bauche, que nunca se sintió un verdadero hombre, siempre permaneció impotente; Sólo podía tener relaciones sexuales con prostitutas y con Fernande, que era tan promiscua como lo fue Anais. Bauche no sentía celos por las aventuras sexuales de su esposa, pues sabía que ella siempre regresaba con él, acosada por frecuentes ataques de depresión.
Fue Serge Nicolas quien finalmente arruinó su vida. Tomó a Fernande como su amante y, para hacerle un favor, contrató a su marido, que poco a poco iba ascendiendo en las filas como periodista ocasional, para que fuera director general de su compañía cinematográfica. A partir de entonces, Bauche y su esposa vivieron una vida completamente diferente, asociándose con estrellas de cine, asistiendo a recepciones y gastando el dinero más rápido de lo que ingresaba. Para Bauche estaba secretamente claro que vivía por encima de sus posibilidades, que estaba contrayendo deudas que nunca podría pagar y que estaba en peligro de caer en cualquier momento. Pero sólo se dio cuenta de que solo estaba sirviendo como testaferro para Nicolas en sus tratos fraudulentos cuando un día lo escuchó hablar de él como un "tonto pomposo" que no importaba porque podías hacer lo que quisieras con él. A partir de ese momento, Bauche decidió matar a Nicolas, lo que puso en práctica semanas después cuando lo llamaron a su apartamento privado y vio el revólver de Nicolas. Cuando, al final de sus sesiones con Méchouard, Bauche ingresa en su clínica psiquiátrica para observación, pregunta desesperadamente al psiquiatra si está realmente loco. Pero él simplemente sacude la cabeza con una sonrisa y Bauche permanece en la clínica durante años para expresarse.

## Interpretación
Para Helmut Eikermann, Anais no es un “verdadero thriller policial ”. Aunque hay un asesinato, una víctima y una investigación, el autor está claro desde el principio. Más bien, es “la historia del casi indefenso Albert Bauches, que una vez en su vana vida se levantó para cometer un acto y ahora se encuentra igualmente indefenso a merced de la policía, la justicia y, en última instancia, del psicólogo." C. V. Terry ve tres condiciones de iluminación que determinan la vida de Albert Bauche: la luz del sol en la ciudad costera de su juventud, la húmeda oscuridad de sus años en París llenos de fracasos y la glamorosa luz de neón de su corto tiempo en el negocio del cine. Sin embargo, desde el principio, el destino de Bauche estuvo personificado en Anais, la pequeña Lilith de pueblo que encarnaba al mismo tiempo la Madre Tierra y la tentación que Bauche nunca pudo satisfacer. 
Para Stanley G. Eskin, “el verdadero héroe del libro” es el psiquiatra Méchouard, que es el único que ofrece al asesino, que se busca desesperadamente a sí mismo, la oportunidad de ser comprendido.  El New Yorker describe a Méchouard como “en parte detective, en parte sacerdote y en parte médico”, que, sin embargo, no cumple las funciones de las tres profesiones y se contenta con escuchar la confesión, “aparentemente sin ningún sentido de la obligación de iluminar, consolar o sanar”  Para Marie-Paule Boutry, el personaje se encuentra en una serie de héroes similares de las novelas de Simenon, incluido el juez de instrucción Ernest Coméliau en Carta a mi juez, pero sobre todo el inspector detective Maigret. 
Bernard Rosenberg y David Manning White ven la novela como un ejemplo de cómo las novelas de Simenon siempre ahondan en las profundidades del inconsciente y que, como el psiquiatra de la novela, nunca condena. El hombre per se no es malo, sólo humano, y ser humano es una tarea difícil.  Según Fenton Bresler, la novela tiene “rasgos fuertemente autobiográficos”. Las descripciones de la llegada de Bauche al París extranjero le recuerdan el traslado del propio Simenon de Bruselas a la metrópoli francesa.  La revista médica Concours médical incluso resume la novela en la fórmula que Simenon podía exclamar: “Bauche, c'est moi” (“Bauche, ese soy yo”). 

## Recepción
La novela, escrita en Estados Unidos, también resultó ser un éxito de ventas allí. En 1958 ya había vendido 430.000 ejemplares bajo el título The Girl in His Past (La muchacha de su pasado).  C. V. Terry advirtió en el New York Times: “Los lectores indignados por la franqueza gala deberían evitar a toda costa este caso concreto. Aquellos que creen que vale la pena explorar cada vida, si esa exploración es verdadera y exhaustiva, se apegarán a ella hasta la última coma amarga”. La conclusión fue breve y concisa: “Simenon de primera”.  Margaret Hickey también juzgó en The News and Courier: “No está escrito para personas aprensivas. […] Gran parte del libro es de gusto cuestionable, pero la descripción de la soledad y la confusión del prisionero es efectiva."  El New Yorker, sin embargo, vio la novela como "torpe e inconclusa, como si Simenon no estuviera completamente interesado en lo que estaba haciendo, a pesar de la intensidad de su escritura".

## Adaptación
- En 1987, Didier Cohen y Jacques Ertaud filmaron la novela como una producción televisiva francesa en la serie de televisión L'heure Simenon. Se trató del primer episodio. Actuaron Roger Souza, Juliet Berto y Stephan Meldegg.[14]